# Massaker in Liepāja
Die Massaker in Liepāja sind eine Serie von Massentötungen durch die deutsche Wehrmacht, die Einsatzkommandos der SS/Polizei und den lettischen Selbstschutz (Hilfstruppe der Besatzungsmacht) im Zweiten Weltkrieg bei und in der lettischen Stadt Liepāja (deutscher Name: Libau). Die meisten der etwa 7000 ansässigen lettischen Juden wurden dabei erschossen. Nur etwa 800 überlebende Juden wurden 1942 und 1943 in einem abgesperrten Bereich gefangen gehalten, um Zwangsarbeit zu verrichten.

## Erschießungen

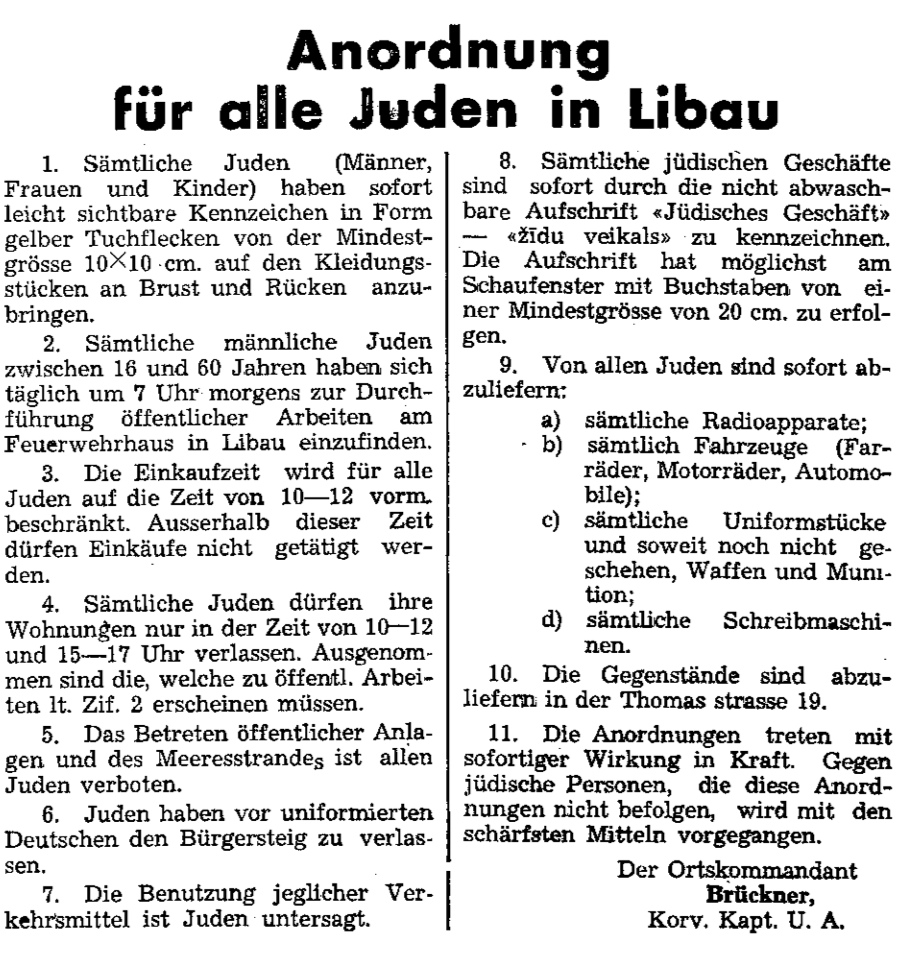
Am 5. Juli 1941 veröffentlichte antijüdische Anordnungen

Liepāja galt als kommunistische Hochburg Lettlands. Die Wehrmacht eroberte diese industrielle Hafenstadt am 29. Juni 1941, sieben Tage nach dem Überfall auf die Sowjetunion. Da sich auch Zivilisten an der Verteidigung beteiligt hatten, gingen die eintreffenden Teile der Einsatzgruppe A auf Befehl des Stadtkommandanten besonders brutal gegen Kommunisten, versprengte Rotarmisten und Juden vor. Bereits in der ersten Woche der Besatzung wurden 1430 Personen im Stadtpark (Rainis-Park) erschossen. Die ersten schriftlichen antijüdischen Bestimmungen sind unter dem 5. Juli als Aushang der Militärverwaltung der Marine nachgewiesen. Neben der systematischen Entrechtung und Schikanierung setzten auch bald gezielte Geiselmorde zur Dezimierung der jüdischen Bevölkerungsteile der Stadt ein. Trupps des Kommando Arājs aus Riga waren Ende Juli und im September anwesend und führten Exekutionen von 1100 bzw. 600 jüdischen Männern durch. Die Leitung dieser „Aktionen“ lag in den Händen der örtlichen Offiziere der Einsatzgruppe A, insbesondere Wolfgang Kügler.
Im Spätsommer 1941 traf der SS-Führer Fritz Dietrich (später Polizeipräsident) ein. Die Erschießungsmaßnahmen in der Stadt und deren Umland wurden fortgesetzt und trafen auch als Zigeuner und Insassen psychiatrischer Kliniken verfolgte Personen.

## Massaker von Šķēde

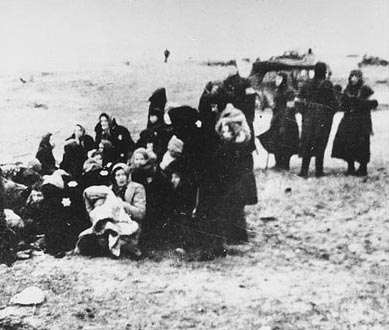
Angehörige der lettischen Hilfspolizei bewachen jüdische Frauen und Kinder vor ihrer Exekution. Šķēde am 15. Dezember 1941

Vom 15. bis 17. Dezember 1941 fanden die Massenmorde am Strand von Šķēde, nördlich der Stadt ihren Höhepunkt. Insgesamt 2749 jüdische Männer, Frauen und Kinder wurden von der lettischen Hilfspolizei im Frauengefängnis inhaftiert und dann gruppenweise mit Lastwagen auf einen ehemaligen Übungsplatz der lettischen Armee gefahren. Die Opfer mussten sich entkleiden, wurden auf brutale Weise zu vorbereiteten Tötungsgruben getrieben und dort erschossen.
Der SS-Polizei- und Standortführer Dietrich setzte alle ihm verfügbaren Kräfte ein. Neben seiner „Schutzpolizei-Dienstabteilung“ waren dies insbesondere die örtliche lettische Hilfspolizei des SD sowie das lettische Polizeibataillon 21.
Als sich die Kriegslage änderte, versuchten die Nationalsozialisten 1943 ihre Verbrechen zu verdecken. In einer  Sonderaktion 1005 wurden Massengräber geöffnet, die Leichen mit Chlorin übergossen und verbrannt.

## Ghetto Liepāja

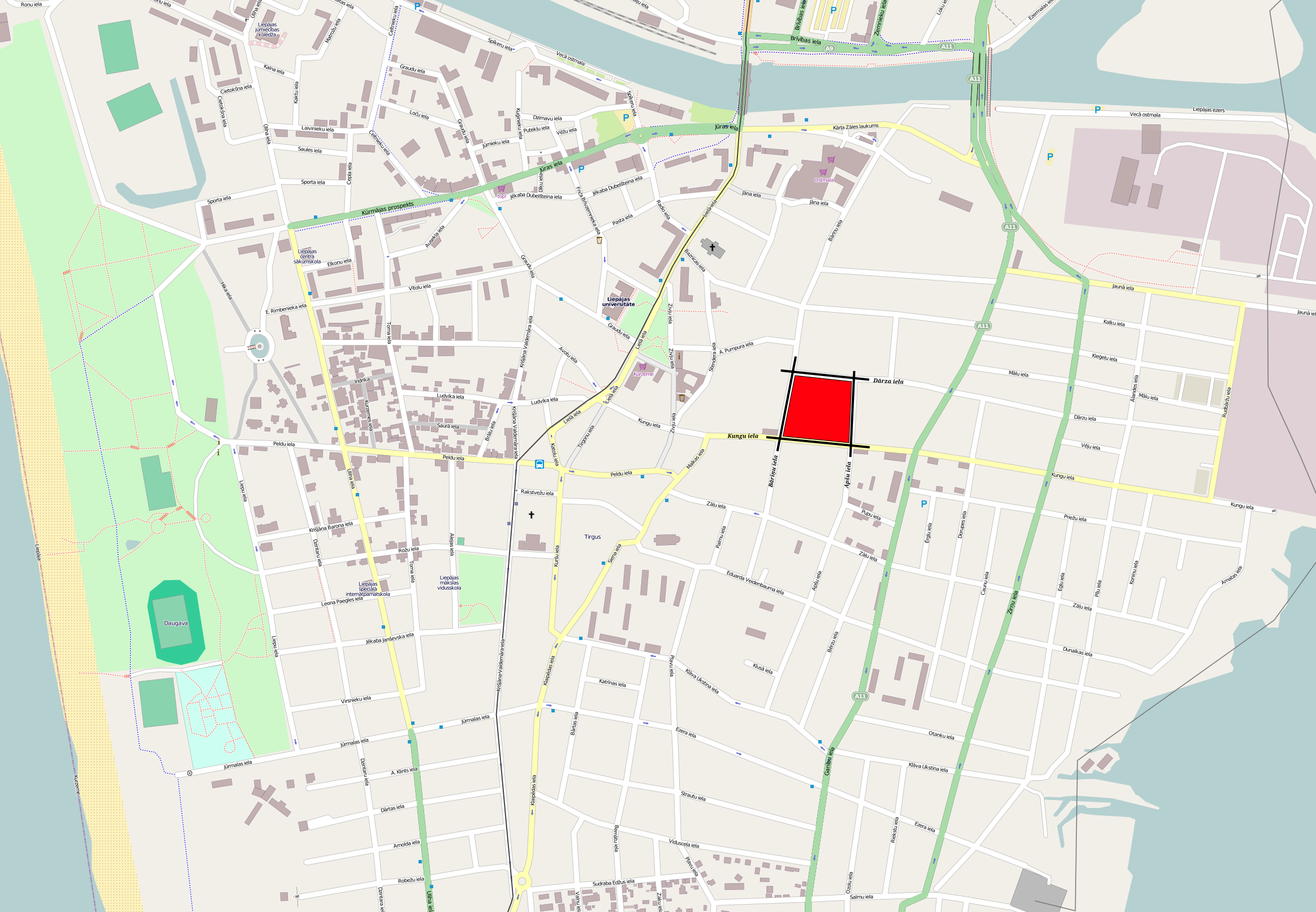
Lage des Ghettos

Vielleicht wegen des Fehlens eines geschlossenen jüdischen Viertels kam es 1941 durch die Besatzungsmacht nicht wie in Riga oder Daugavpils zu einer Ghettobildung. Etwa 800 noch arbeitsfähigen jüdischen Personen wurde am 1. Juli 1942 ein kleines von vier Straßen umgrenztes Gebiet nahe dem Stadtzentrum zugewiesen. Die Zustände sollen dort etwas humaner als in anderen Ghettos gewesen sein. Bis zum März 1943 wurden aus dem Ghetto Riga 160, meist westeuropäische, gefangene Juden hierher gebracht, wo sie in der Zuckerfabrik arbeiten mussten. Am 7. Oktober 1943 wurden dann alle noch lebenden Gefangenen ins KZ Riga-Kaiserwald deportiert. Nach Angaben einer sowjetischen Kommission zur Untersuchung der NS-Verbrechen sollen 156 Personen im Ghetto umgekommen sein.

## Juristische Aufarbeitung
Eine sowjetische Sonderkommission untersuchte vor Ort bis 1946 die Verbrechen. In Westdeutschland fanden zwei Einsatzgruppen-Prozesse statt. Viele der Täter konnten allerdings unbehelligt in Freiheit leben. 1971 verhandelte das Landgericht Hannover speziell die Vorgänge in Liepāja und verurteilte einige ehemalige Angehörige des SS-Sicherheitsdienstes (SD) und der Ordnungspolizei als Beteiligte an den Massakern. Die Untersuchungen dieses Gerichts stellen hier die Hauptquelle über die Vorgänge in der Stadt dar. 1972 und 1973 fanden in der Lettischen SSR eine Serie von Strafprozessen gegen Angehörige des lettischen Polizeibataillons 21 im Zusammenhang mit dem Massaker bei Šķēde statt.
Am 18. März 1971 verurteilte das Stadtgericht Berlin den ehemaligen Gestapoangehörigen Hans Baumgartner wegen begangener Kriegs- und Menschlichkeitsverbrechen im Raum Libau, Azipute (Hasenpoth) und Schkede nach der faschistischen Okkupation Lettlands zum Tode. Baumgartner war Angehöriger eines der berüchtigten Einsatzkommandos der Sicherheitspolizei und des SD und der in Libau errichteten Gestapo-Dienststelle, die eng mit rekrutierten lettischen Kollaborateuren zusammenarbeitete.

## Gedenken

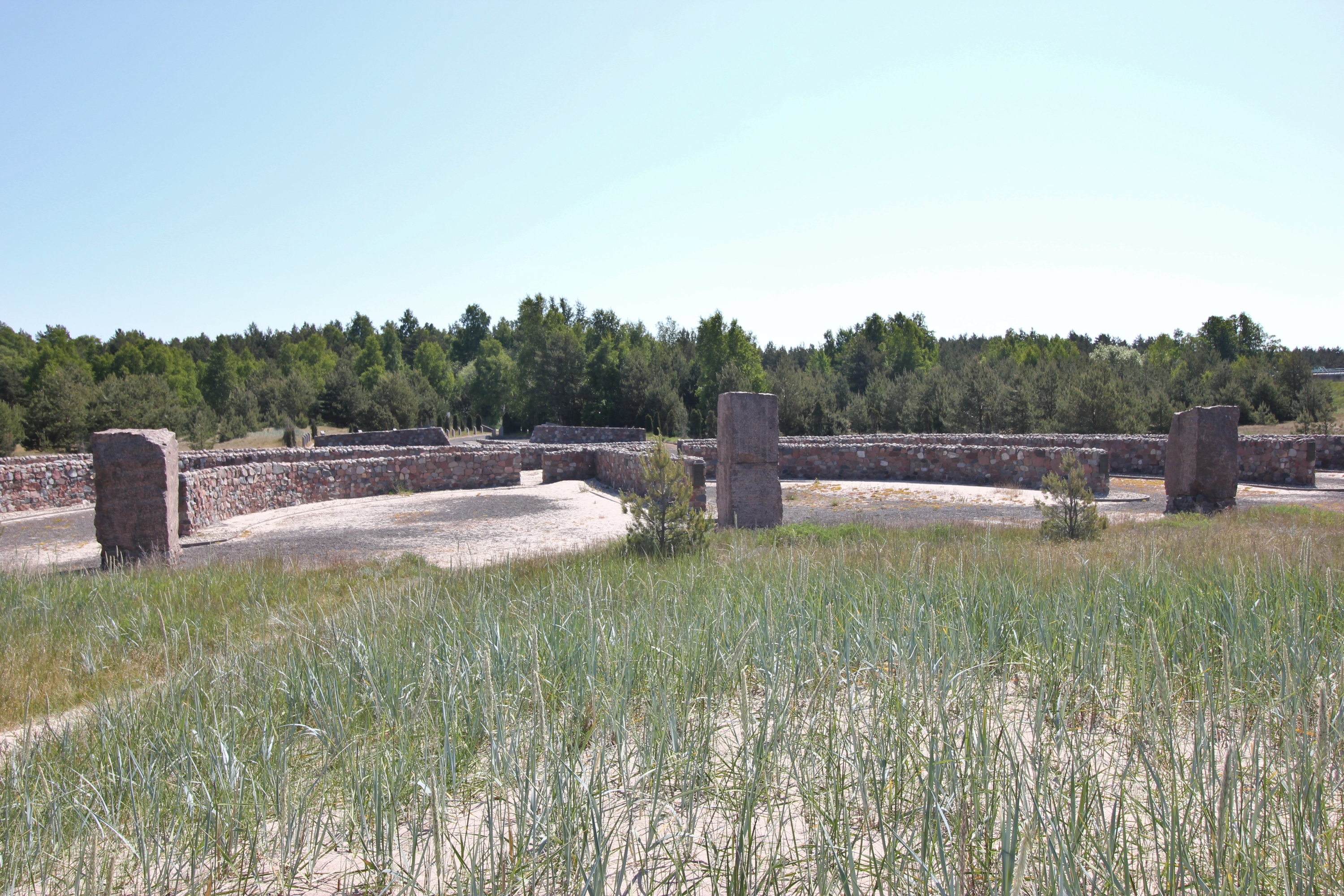
Gedenkstätte in Šķēde

Reinhard Wiener, ein Marinefeldwebel, filmte im Juli 1941 aus eigener Initiative mit einer Acht-Millimeter-Schmalfilmkamera die Ermordung von Juden in Liepāja. Er versteckte seinen Film bis 1945 in einem Stall unter Schweinemist. Sein Film diente im Eichmann-Prozess 1961 als Beweismaterial. Es ist möglicherweise das einzige Film-Dokument mit bewegten Bildern, das unmittelbar die Judenvernichtung (Shoah / Holocaust) zeigt. Wieners Bilder nehmen „eine Sonderstellung in der Ikonographie des Holocaust“ ein. Claude Lanzmann, gefragt nach Originalbildern, weist auf Wieners Film hin: Über die Vernichtung gibt es strenggenommen nichts. … Das einzige Material, das ich noch gefunden habe – und ich habe wirklich alles gesehen –, ist ein kleiner anderthalbminütiger Film eines deutschen Soldaten namens Wiener (den ich aufgespürt und mit dem ich gesprochen habe).
Auf dem jüdischen Friedhof Liepājas befindet sich eine Gedenkwand mit den Namen von 6428 Opfern des Holocausts und des Gulags. Im Sommer 2005 wurde in Šķēde eine Gedenkstätte mit den Namen aller bekannten Opfer eingeweiht. Daneben steht ein bereits zu Sowjetzeiten errichteter Obelisk, der an die Opfer des Massakers als „sowjetische Patrioten“ erinnert.